# Crash!
Crash! és una pel·lícula de terror dels Estats Units del 1977 dirigida per Charles Band. Era protagonitzada per José Ferrer, Sue Lyon, John Ericson, Leslie Parrish, John Carradine i Reggie Nalder.

## Sinopsi
El gelós marit invàlid (Ferrer) intenta matar la sexy dona rossa (Lyon), que utilitza poders i dispositius ocults per intentar matar-lo.

## Repartiment
- José Ferrer - Marc Denne
- Sue Lyon - Kim Denne
- John Ericson - Dr. Gregg Martin
- Leslie Parrish - Kathy Logan
- John Carradine - Dr. Edwards
- Jerome Guardino - Lt. Pegler
- Paul Dubov - Dr. Cross
- Reggie Nalder - Man at Swap

## Producció
La pel·lícula tenia el títol provisional "The Transfusion" abans de canviar-la a "Crash!".

## Recepció
DreadCentral li va donar 3 sobre 5.

## Mitjans domèstics
La pel·lícula es va estrenar en DVD a Alemanya. El 2015, la pel·lícula es va estrenar en DVD als EUA a través de la productora de Band, Full Moon Pictures.